# Roland Frenzel
Roland Frenzel (* 29. Mai 1938 in Leipzig; † April 2004 ebenda) war ein deutscher Maler und Grafiker.

## Leben und Werk
Frenzel absolviert nach der Grundschule in Leipzig eine Lehre als Mauer und arbeitete bis 1972 in seinem Beruf. 1954 unternahm er erste autodidaktischen Versuche als Maler. Er suchte Kontakt zur Leipziger Kunstszene und lernte ab 1956 u. a. die Maler Walter Bodenthal, Heinz Müller und Emil Koch (1902–1975) kennen. 1962 entstand sein erstes Ölgemälde. Von 1966 bis 1968 besuchte Frenzel einen Zeichenzirkel von Gerhard Max Uhlig (1910 – 1975) und Thomas Weise (* 1931) im Kirow-Werk Leipzig. Ab 1972 arbeitet er in Leipzig als freischaffender Künstler. „Bald galt seine Malerei als eigenständig und innovativ gegenüber der dominanten, neusachlich geprägten „Leipziger Schule“.“ In der Leipziger Kunstszene wurde ihm ein Platz eingeräumt, aber er blieb ein Außenseiter und galt als Enfant terrible. Frenzel gehörte zum Kreis der alternativen Leipziger Kulturszene. Zu seinem Freundeskreis gehörten u. a. Günther Huniat und Gil Schlesinger, mit denen er ab 1963 für mehrere Jahre ein Atelier teilte, und Gerd Neumann, über den er Anfang der 1980er Jahre Wolfgang Hilbig kennenlernte. Ab 1969 hatte er eine bedeutende Anzahl von Einzelausstellungen und Ausstellungsbeteiligungen. 1974 nahm er erstmals an einer Leipziger Bezirkskunstausstellung teil.
Von 1977 bis 1979 war Frenzel psychisch schwer erkrankt. Danach gab es immer wieder Krankheitsphasen.
Arbeiten Frenzels befinden sich u. a. im Lindenau-Museum Altenburg, im Museum der bildenden Künste Leipzig und in der Kunsthalle der Sparkasse Leipzig.

## Mitgliedschaften
- 1972 bis 1989 Mitglied im Verband Bildender Künstler der DDR
- ab 1990 Mitglied im Bund bildender Künstler (BBK) Leipzig

## Rezeption
„Entgegen der in Leipzig etablierten Maltradition bestachen Frenzels Arbeiten durch seinen intuitiven Duktus unter Verwendung nahezu reiner Farben. Der pastos, scheinbar dahingeworfene Farbauftrag lässt erahnen, welche Energie sich im Moment des Entstehens entladen haben muss … Neben strahlenden Landschaften mit charakteristischen taubenförmigen Wolken sind es vor allem Stillleben und Portraits, die trotz oder gerade wegen ihrer Reduktion auf das Wesentliche eine außergewöhnliche, kontrastreiche Spannung und zugleich Harmonie ausstrahlen und damit das Œuvre Frenzels beherrschen.“

## Darstellung Frenzels in der bildenden Kunst
- Karin Wieckhorst (* 1942): Roland Frenzel (Fotografie, 1986)[4]

## Werke (Auswahl)
- Der alte Friedhof im Schnee (Tafelbild, Öl, 1973; im Bestand des Lindenau-Museums Altenburg)[5]
- In Leutzsch (Tafelbild, Öl, 1973; im Bestand des Lindenau-Museums Altenburg)[5]
- Für Victor Jara (Tafelbild, Collage, Öl und schwarze Kreide, 1975; im Bestand des Lindenau-Museums Altenburg)[5]
- Frau am Dorfausgang (Zeichnung, Aquarell und Kreide, 1972/1973; im Bestand des Lindenau-Museums Altenburg)[5]

## Ausstellungen (unvollständig)

### Einzelausstellungen
- 1968 Leipzig, Kunsthandlung Kurt Engewald
- 2008 Leipzig, Galerie Himmel
- 2010 und 2019 Leipzig, Galerie Koenitz

### Ausstellungsbeteiligung
- 1974 und 1979: Leipzig, Bezirkskunstausstellungen
- 1975: Paris („Kunst der DDR heute“)
- 1977: Altenburg/Thüringen, Lindenau-Museum („Zeichnung im Bezirk Leipzig“)
- 1981: Dresden, Ausstellungszentrum am Fučík-Platz („25 Jahre NVA“)
- 1981: Schwerin, Staatliches Museum („Farbige Grafik in der DDR“)
- 1982: Leipzig, Museum der Bildenden Künste („Selbstbildnisse Leipziger Künstler“)
- 1982: Leipzig („10 Jahre Leipziger Grafikbörse“)
- 1984: Berlin, Altes Museum („Alltag und Epoche“)
- 1984: Leipzig, Museum der bildenden Künste („Kunst in Leipzig 1949 - 1984“)